# Fillmore County (Minnesota)
Das Fillmore County ist ein County im US-amerikanischen Bundesstaat Minnesota. Im Jahr 2020 hatte das County 21.228 Einwohner und eine Bevölkerungsdichte von 9,5 Einwohnern pro Quadratkilometer. Der Verwaltungssitz (County Seat) ist Preston, das nach Luther Preston benannt wurde, einem frühen Mühlenbesitzer in diesem Gebiet.

## Geografie

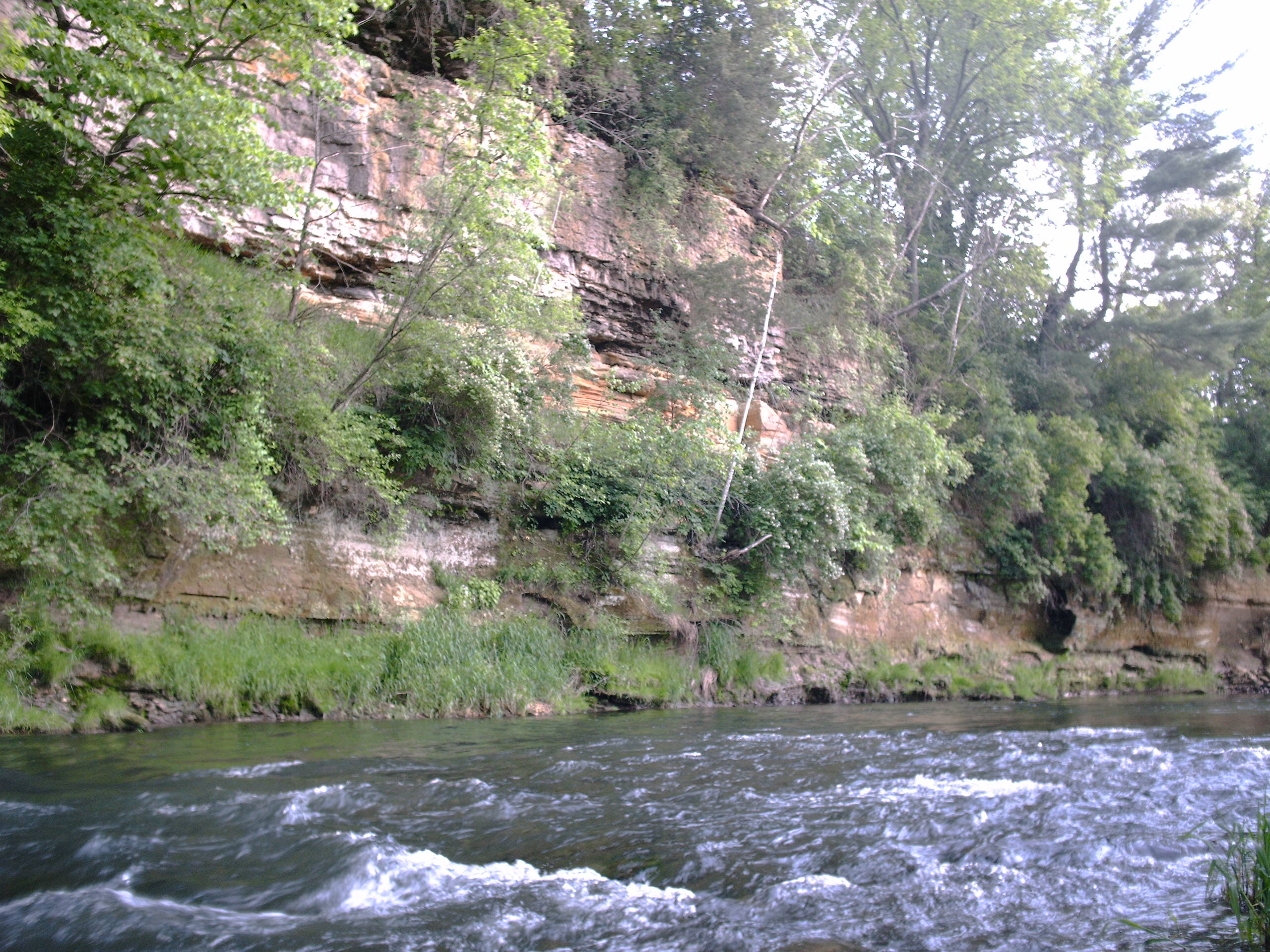
Root River

Das County liegt im Südosten von Minnesota und grenzt im Süden an Iowa. Es hat eine Fläche von 2233 Quadratkilometern, wovon zwei Quadratkilometer Wasserfläche sind. Von West nach Ost wird das County vom Root River durchflossen, einem rechten Nebenfluss des Mississippi. An das Fillmore County grenzen folgende Nachbarcountys:
| Olmsted County       |  | Winona County            |
| Mower County         |  | Houston County           |
| Howard County (Iowa) |  | Winneshiek County (Iowa) |

## Geschichte

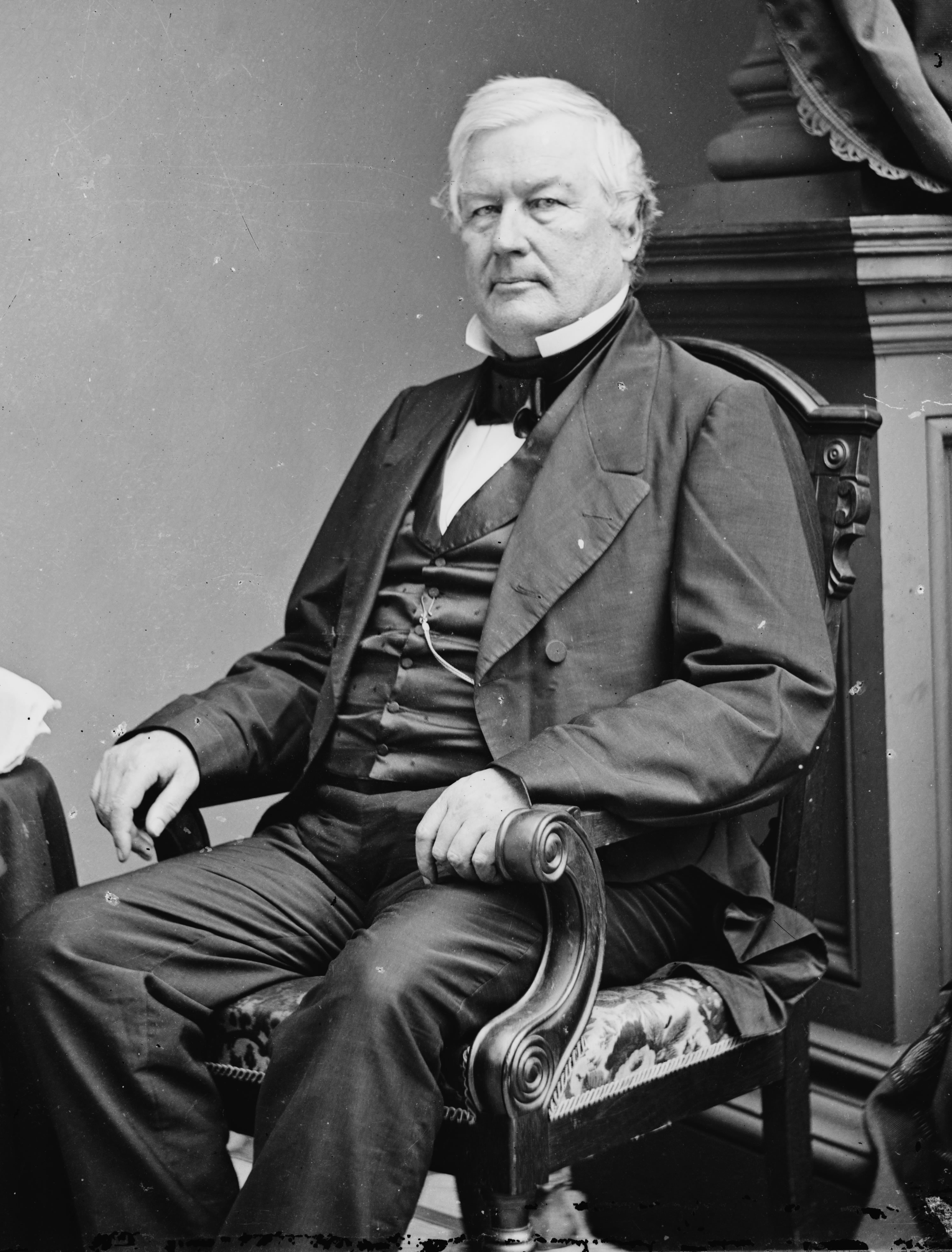
M. Fillmore

Das Fillmore County wurde am 5. März 1853 aus Teilen des Wabasha County gebildet. Benannt wurde es nach Millard Fillmore (1800–1874), der von 1850 bis 1853 als 13. Präsident der Vereinigten Staaten amtierte.

34 Bauwerke und Stätten des Countys sind im National Register of Historic Places eingetragen (Stand 28. Januar 2018).

## Demografische Daten

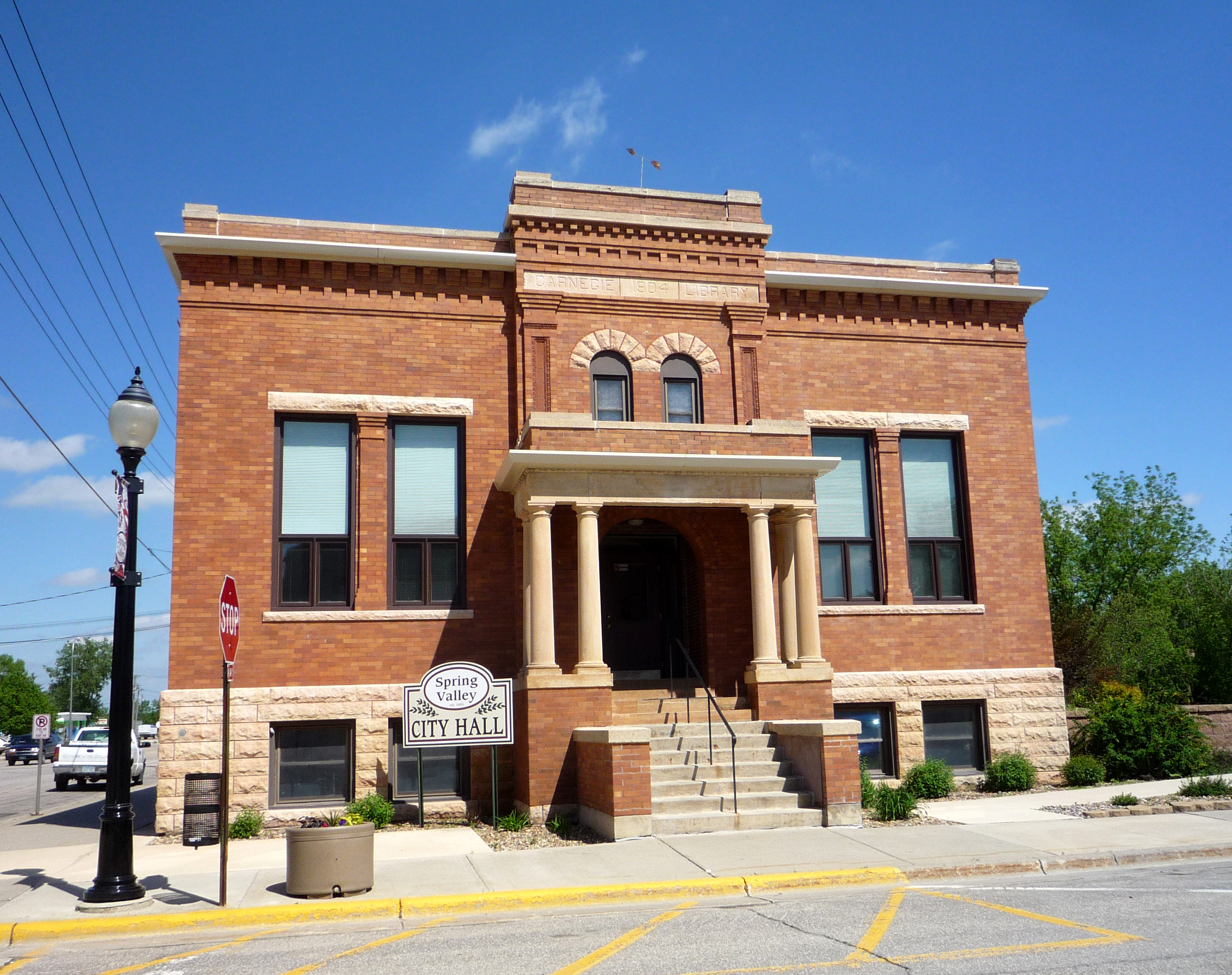
Die Spring Valley City Hall, gelistet im NRHP

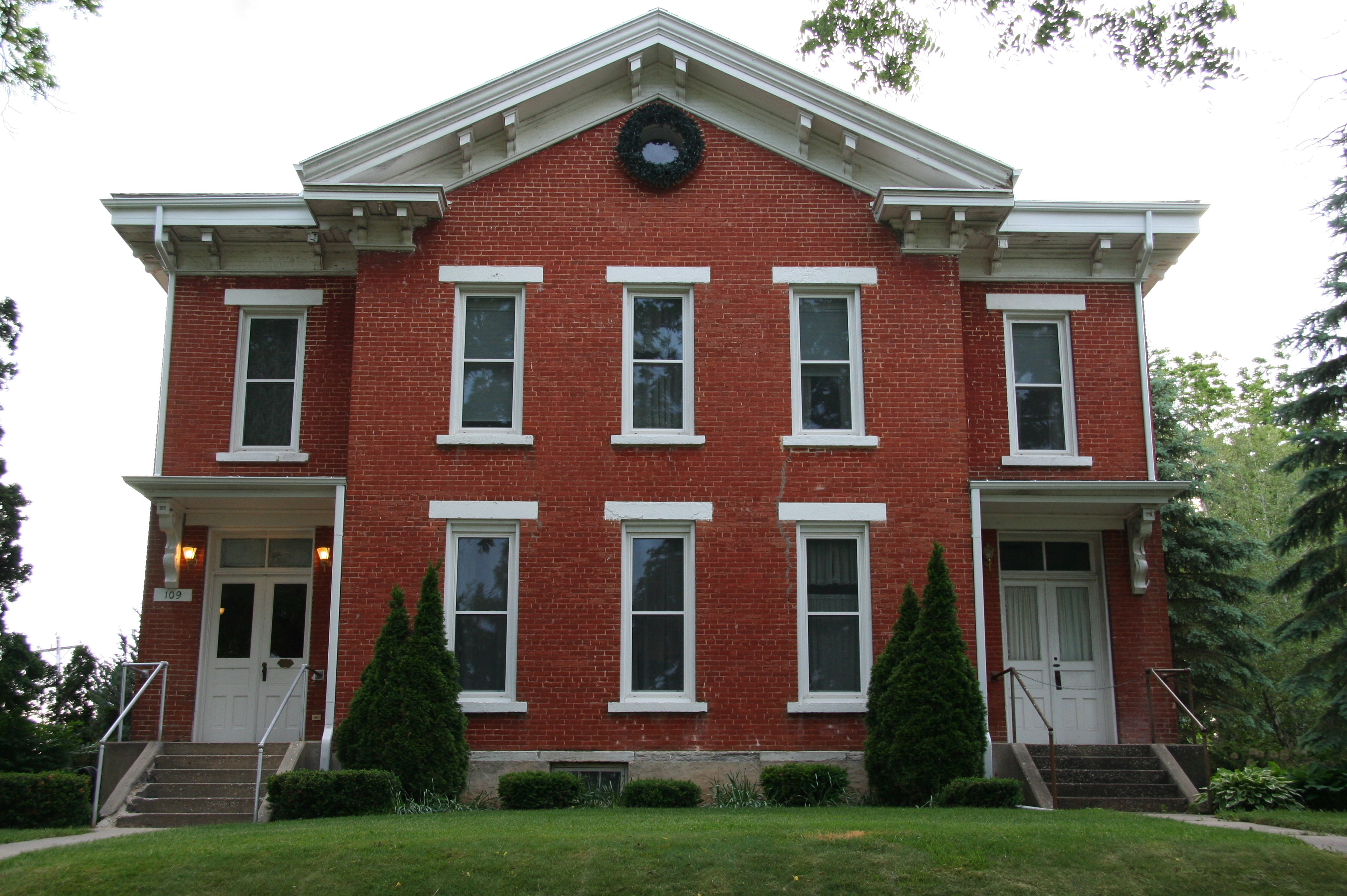
Fillmore County Jail (Bezirksgefängnis), gelistet im NRHP

Nach der Volkszählung im Jahr 2010 lebten im Fillmore County 20.866 Menschen in 8507 Haushalten. Die Bevölkerungsdichte betrug 9,4 Einwohner pro Quadratkilometer. In den 8507 Haushalten lebten statistisch je 2,4 Personen.
Ethnisch betrachtet setzte sich die Bevölkerung zusammen aus 98,4 Prozent Weißen, 0,3 Prozent Afroamerikanern, 0,2 Prozent amerikanischen Ureinwohnern, 0,4 Prozent Asiaten sowie aus anderen ethnischen Gruppen; 0,7 Prozent stammten von zwei oder mehr Ethnien ab. Unabhängig von der ethnischen Zugehörigkeit waren 1,0 Prozent der Bevölkerung spanischer oder lateinamerikanischer Abstammung.
23,7 Prozent der Bevölkerung waren unter 18 Jahre alt, 56,8 Prozent waren zwischen 18 und 64 und 19,5 Prozent waren 65 Jahre oder älter. 50,3 Prozent der Bevölkerung war weiblich.
Das jährliche Durchschnittseinkommen eines Haushalts lag bei 47.940 USD. Das Pro-Kopf-Einkommen betrug 24.318 USD. 12,6 Prozent der Einwohner lebten unterhalb der Armutsgrenze.

## Ortschaften im Fillmore County
Citys
| - Canton - Chatfield1 - Fountain - Harmony - Lanesboro | - Mabel - Ostrander - Peterson - Preston - Rushford Village | - Rushford - Spring Valley - Whalan - Wykoff |

Unincorporated Communities
| - Bratsberg - Cherry Grove - Fillmore - Granger | - Greenleafton - Prosper - South Rushford |

1 – teilweise im Olmsted County

## Gliederung
Das Fillmore County ist neben den Citys in 23 Townships eingeteilt:
| Township            | Einwohner (2010) | FIPS     |
| ------------------- | ---------------- | -------- |
| Amherst Township    | 378              | 27-01396 |
| Arendahl Township   | 337              | 27-02098 |
| Beaver Township     | 242              | 27-04402 |
| Bloomfield Township | 353              | 27-06544 |
| Bristol Township    | 396              | 27-07804 |
| Canton Township     | 724              | 27-09820 |
| Carimona Township   | 296              | 27-09910 |
| Carrollton Township | 314              | 27-10090 |

| Township             | Einwohner (2010) | FIPS     |
| -------------------- | ---------------- | -------- |
| Chatfield Township   | 531              | 27-11026 |
| Fillmore Township    | 457              | 27-21068 |
| Forestville Township | 356              | 27-21860 |
| Fountain Township    | 315              | 27-22112 |
| Harmony Township     | 387              | 27-27206 |
| Holt Township        | 271              | 27-29852 |
| Jordan Township      | 352              | 27-32156 |
| Newburg Township     | 379              | 27-45466 |

| Township               | Einwohner (2010) | FIPS     |
| ---------------------- | ---------------- | -------- |
| Norway Township        | 343              | 27-47392 |
| Pilot Mound Township   | 338              | 27-51010 |
| Preble Township        | 209              | 27-52396 |
| Preston Township       | 359              | 27-52468 |
| Spring Valley Township | 518              | 27-62122 |
| Sumner Township        | 458              | 27-63418 |
| York Township          | 368              | 27-72076 |
|                        |                  |          |